# Galería Florence Loewy
La Galería Florence Loewy es una galería de arte contemporáneo y librería creada en París en 1989 por Florence Loewy, hija del librero y editor Alexandre Loewy (1906-1986).

## Galería
La galería "Florence Loewy" se instaló en el barrio parisino de Marais en 2000, cerca de la calle de Turenne y del Museo Picasso, en el número 9-11 de la calle de Thorigny, en el III Distrito de París. La galería está organizada en torno a un "bosque de libros" concebido por el dúo de arquitectos Jakob+MacFarlane. El espacio fue reacondicionado en 2017, pasando a disponer de mayores dimensiones para la galería de arte y un espacio más restringido para la librería y la exposición de libros de artista.

## Familia
Alexandre Loewy, nacido en 1906 a Timișoara, fue librero de 1930 a 1986. Su hija, Florence Loewy, trabajó con él desde los 18 años. Considerado como uno de los mejores especialistas en libros ilustrados de su época, su labor fue analizada en el libro "Un librero en el siglo, Alexandre Loewy (1906-1995)". Según Françoise Chauvin, Loewy "était à la librairie contemporaine ce que Pierre Bérès était à la librairie ancienne : un génie passionné". Loewy colaboró con los más importantes artistas de su tiempo, y estaba especializado en los libros de artista e ilustrados.  
Florence Loewy es la continuadora de la galería y la librería. Especialista en Libro de artista contemporáneo, a veces ha sido también editora publicando bajo su nombre desde 2000. Después de una licencia de historia del arte a la Sorbona, y una estancia en la librería Printed Matter de Nueva York en 1986, fundó su galería en 1989 e instala la librería avenida René Coty a París, promueve el Libro de artista, y organiza exposiciones de artistas emergentes.

## Acontecimientos
Florence Loewy ha cofundado con Rix Gadella el salón "Artistbook Internacional" en 1994, cuya primera edición tuvo lugar en el Intercontinental de París. 
Florence Loewy participa en la Fiac en 2004 por primera vez y a las ediciones de 2011 a aquella de 2019 sin interrupción. Participa sobre todo a "ediciones & Artists Books Fair 04" la mismo año, a "Apuestas Foto" a dos recuperaciones, y a las ediciones de 2018 y de 2019 del salón Bienvenido.

## Exposiciones de la galería
- 2002: Dessins, Livres, Disques, Ephemeras. Raymond Pettibon, Paris.
- 2002: 3 projets de livres réalisés par M.A. GUILLEMINOT & M. GORDON. Michael Gordon, Marie-Ange Guilleminot.
- 2002: Par là. Stéphane Albert.
- 2002: P is for Paris. Jonathan Monk.
- 2003: Sound Art?. Collectif.
- 2003: chez Florence Loewy. Sammy Engramer.
- 2003: First Ever Pictures Of God. Harvey Benge.[7]
- 2003: Images de Pierres,1993. Giuseppe Penone.
- 2003: Daniel JOHNSTON. Daniel Johnston.
- 2003: ésta es mi playa.
- 2004: COXCODEX 1. Paul Cox.
- 2004: The Lewis and Clark Fishing and Cooking Expedition. William Wegman.
- 2004: ARCHITONIC. Sammy Engramer, Simona Denicolai, Ivo Provoost.
- 2005: CHIFFRES. Collectif.
- 2005: Victoire, je suis encore au lit » III. Dorothea Schulz.
- 2005: Malerei. Adrian Schiess.
- 2005: Bücher. Hans-Peter Feldmann.[8]
- 2006: Vous en chierez jusqu’à la fin des temps. TAROOP & GLABEL.[9]
- 2006: Raw Prints & Others 1976-2005. John Baldessari.
- 2006: Le livre de TOMOKO. Paul-Armand Gette.
- 2006: ALBERTBECHER. Stéphane Albert Bernd et Hilla Becher.
- 2006: Raphäel Zarka. Raphaël Zarka.
- 2007: disco-graphie. Anne-Laure Sacriste.
- 2007: Showroom. Yann Sérandour.
- 2007: Didier Rittener. Didier Rittener.
- 2007: Bangkok. Germaine Krull, Heidi Specker.
- 2008: Petites Folies. Paul Cox.
- 2008: How I Wrote Certain of my Books. Derek Sullivan.
- 2008: Martin Kippenberger : livres et ephemeras 1977 – 1997. Martin Kippenberger.
- 2008: K concret. Eric Tabuchi.
- 2009: Emblemata. Sol Lewitt.
- 2009: Notating the Cosmology 1973-2008. Matt Mullican.
- 2009: Doubles jeux. Anne-Laure Sacriste.[10]
- 2009: H.T.. Eric Tabuchi.[11]
- 2009: Les 20 ans Destockage. Collectif.
- 2010: Taxis le magazine de la cambrousse internationale 1978-2010. Danielle Colomine, Michel Aphesbero.
- 2010: Le Catalogue. Aurélien Mole, Julien Tibéri.
- 2010: Devonian Press. Julien Bismuth, Jean-Pascal Flavien.
- 2010: Bücher & Schallplatten. Dieter Roth.
- 2010: Katja STUKE & Oliver SIEBER O.i.F. (ORIGINAL IN FARBE) DIRECTOR’S CUT – PORTFOLIO.
- 2011: a box is a box is a box : Seven objects in a box, 1969 – Cargo Culte, 2010 – DO-IT-YOURSELF, 1993 – Image Junky, 2010. Collectif.
- 2011: Rainier LERICOLAIS Editions.. Rainier Lericolais.
- 2011:  Christian BOLTANSKI Livres. Christian Boltanski.
- 2011:  Présentation de la revue Postdocument #2. Rémi Parcollet, Aurélien Mole et Christophe Lemaitre. Aurélien Mole, Christophe Lemaitre.
- 2011: Peter Downsbrough The Book(s). Peter Downsbrough.
- 2011: FIAC 2011 Grand-Palais Galeries supérieures stand 1-F15.
- 2011: True Copy.
- 2012: Tim MAUL « LOOKS MATTER » Une vision du livre d’artiste à New York dans les années 70.
- 2013: Autour de nos Editions. Yann Sérandour, Robert Barry, Olivier Nottelet, Jonathan Monk, Jérémie Gindre, Eric Tabuchi, Didier Rittener, Claude Closky, Barbara Bloom.
- 2013: FIAC Grand Palais Galeries supérieures.John Armleder, Jérémie Gindre, Christophe Lemaitre, Julien Nédélec, Sheryl Oppenheim, Yann Sérandour.
- 2014: Op & Post-Op Editions.
- 2014: Toujours +. Commissariat de Muriel Leray et Elsa Werth avec les œuvres de Christophe Herreros, Jean-Baptiste Lenglet, Muriel Leray, Jean-Philippe Basello, Eva Barto, Vincent Dulom, Elsa Werth, Clémentine Adou, Clément Laigle, Gaëlle Cintré.[12]·[13]
- 2015: « Quand les livres deviennent attitudes ».
- 2015: Multiplication par trois. Claude Closky.[14]
- 2016: « Un groupe de paysans et d’ouvriers comme des chiens analphabètes loin de leur genre humain ». Books and prints. Jean-Michel Alberola.
- 2016: Un art pauvre, livres et multiples.
- 2017: Dan Walsh.
- 2017: Batia Suter. Batia Suter.
- 2017: Dieudonné Cartier & Jean-Baptiste Carobolante The office of gravitational documents #Neptune (Publication).
- 2017: Roni Horn.
- 2017: Robert Barry.
- 2017: Anja Lutz – Marginalia.
- 2018: Selection #6 Alex Chevalier.
- 2018: Renouveau. Claude Closky.[15]
- 2018: Sol LeWitt + Selection #8 « a / ein / un·e / una » by Jérôme Dupeyrat. Sol Lewitt.
- 2018: Lawrence Weiner + selection #9. Fabien Vallos.
- 2019: Sara MacKillop Double Glazed + Selection #10. Luca Lo Pinto.
- 2019: Raffaella della Olga, « PAGI-NAZIONI » + Selection #11. Camille Llobet.
- 2019: Daniel Gustav Cramer « Selected Publications » + Selection #12. Daniel Gustav Cramer.
- 2019: James Lee Byars".
- 2019: Some Self-published Stuff + Selection 13 by Franck Balland. Francesc Ruiz.
- 2020: Christian Boltanski + Selection #14 by Daniel Bosser. Christian Boltanski.
- 2020: My Backside. Jonathan Monk.
- 2020: Peter Piller + Selection #16. Peter Piller.
- 2020: Vittorio Santoro, Une sélection de publications, livres d’artiste, éditions de 1995–2019. Vittorio Santoro.
- 2020: A slight vapour emanating from bound matter as spirits running, along.
- 2021: ELEMENTS. Valerian Goalec.